# La Viñuela
La Viñuela é um município da Espanha na província de Málaga, comunidade autónoma da Andaluzia, de área 27 km² com população de 1737 habitantes (2004) e densidade populacional de 54,13 hab/km².

## Demografia
| Variação demográfica do município entre 1991 e 2004 | Variação demográfica do município entre 1991 e 2004 | Variação demográfica do município entre 1991 e 2004 | Variação demográfica do município entre 1991 e 2004 |
| --------------------------------------------------- | --------------------------------------------------- | --------------------------------------------------- | --------------------------------------------------- |
| 1991                                                | 1996                                                | 2001                                                | 2004                                                |
| 1154                                                | 1165                                                | 1281                                                | 1481                                                |